# Великий север (мультсериал)
«Великий север» (англ. The Great North) — американский анимированный ситком, премьера состоялась 3 января 2021 года на телеканале FOX.
Премьера третьего сезона сериала состоится 25 сентября 2022 года.

## Сюжет
О приключениях отца-одиночки и его странной семьи в холодных землях Аляски.

## В ролях

### Основной состав
- Ник Офферман
- Дженни Слейт
- Меган Маллалли
- Пол Руст
- Уилл Форте
- Дульсе Слоун
- Аланис Мориссетт
- Апарна Нанчерла

### Второстепенный состав
- Тим Бэгли

## Обзор сезонов
| Сезон | Сезон | Эпизоды | Дата показа      | Дата показа      | Рейтинг Нильсона | Рейтинг Нильсона       |
| Сезон | Сезон | Эпизоды | Премьера         | Финал            | Ранк             | Зрители США (миллионы) |
| ----- | ----- | ------- | ---------------- | ---------------- | ---------------- | ---------------------- |
|       | 1     | 11      | 3 января 2021    | 16 мая 2021      | 127              | TBA                    |
|       | 2     | 22      | 26 сентября 2021 | 22 мая 2022      | 119              | 1.3                    |
|       | 3     | 22      | 25 сентября 2022 | 21 мая 2023      | TBA              | TBA                    |
|       | 4     | 20      | 7 января 2024    | 15 сентября 2024 | TBA              | TBA                    |

## Список эпизодов

### Сезон 1 (2021)
| № общий | № в сезоне | Название                                                                     | Режиссёр   | Автор сценария | Дата премьеры   | Произв. код | Зрители в США (млн) |
| ------- | ---------- | ---------------------------------------------------------------------------- | ---------- | -------------- | --------------- | ----------- | ------------------- |
| 1       | 1          | «Злоключение с лосем» «Sexi Moose Adventure»                                 | Неизвестно | Неизвестно     | 3 января 2021   | 1LBW01      | 2.34                |
| 2       | 2          | «Злоключение на фестивале «Только не людей»» «Feast of Not People Adventure» | Неизвестно | Неизвестно     | 17 января 2021  | 1LBW03      | 6.10                |
| 3       | 3          | «Avocado Barter Adventure»                                                   | Неизвестно | Неизвестно     | 21 февраля 2021 | 1LBW04      | 1.16                |
| 4       | 4          | «Romantic Meat-Based Adventure»                                              | Неизвестно | Неизвестно     | 28 февраля 2021 | 1LBW02      | 0.97                |
| 5       | 5          | «Curl Interrupted Adventure»                                                 | Неизвестно | Неизвестно     | 7 марта 2021    | 1LBW05      | 1.05                |
| 6       | 6          | «Pride & Prejudice Adventure»                                                | Неизвестно | Неизвестно     | 14 марта 2021   | 1LBW06      | 1.12                |
| 7       | 7          | «Period Piece Adventure»                                                     | Неизвестно | Неизвестно     | 21 марта 2021   | 1LBW07      | 0.92                |
| 8       | 8          | «Keep Beef-lievin' Adventure»                                                | Неизвестно | Неизвестно     | 11 апреля 2021  | 1LBW08      | 1.03                |
| 9       | 9          | «Tusk in the Wind Adventure»                                                 | Неизвестно | Неизвестно     | 18 апреля 2021  | 1LBW09      | 0.94                |
| 10      | 10         | «Game of Snownes Adventure»                                                  | Неизвестно | Неизвестно     | 9 мая 2021      | 1LBW10      | 0.84                |
| 11      | 11         | «My Fart Will Go on Adventure»                                               | Неизвестно | Неизвестно     | 16 мая 2021     | 1LBW11      | 0.81                |

### Сезон 2 (2021 - 2022)
| № общий | № в сезоне | Название                      | Режиссёр   | Автор сценария | Дата премьеры    | Произв. код | Зрители в США (млн) |
| ------- | ---------- | ----------------------------- | ---------- | -------------- | ---------------- | ----------- | ------------------- |
| 12      | 1          | «Brace/Off Adventure»         | Неизвестно | Неизвестно     | 26 сентября 2021 | 2LBW01      | 1.85                |
| 13      | 2          | «The Great Punkin' Adventure» | Неизвестно | Неизвестно     | 3 октября 2021   | 2LBW02      | 0.99                |

### Сезон 3 (2022 - 2023)
| № общий | № в сезоне | Название | Режиссёр | Автор сценария | Дата премьеры | Произв. код | Зрители в США (млн) |
| ------- | ---------- | -------- | -------- | -------------- | ------------- | ----------- | ------------------- |

## Производство

### Разработка
22 июня 2020 телеканал FOX продлил мультсериал на второй сезон, до премьеры первого. 17 мая 2021 года был заказан третий сезон мультсериала.
Премьера второго сезона сериала стартует 26 сентября 2021 года.